# Uvaria elliptifolia
Uvaria elliptifolia är en kirimojaväxtart som beskrevs av Elmer Drew Merrill. Uvaria elliptifolia ingår i släktet Uvaria och familjen kirimojaväxter. Inga underarter finns listade i Catalogue of Life.